# 사라스워티 유스 클럽
사라스워티 유스 클럽은 네팔의 축구단이다. 현재 마티어스 메모리얼 A 디비전 리그에 참가하고 있다.

## 우승
- NFA B디비전: 2007

틀:마티어스 메모리얼 A 디비전 리그